# Athelges paguri
Athelges paguri là một loài chân đều trong họ Bopyridae. Loài này được Rathke miêu tả khoa học năm 1843.